# 広島県立広島商業高等学校
広島県立広島商業高等学校（ひろしまけんりつ ひろしましょうぎょうこうとうがっこう, Hiroshima Prefectural Hiroshima Commercial High School）は、広島県広島市中区舟入南に所在する県立商業高等学校。
一般的には「広商」（ひろしょう）と呼ばれている。

## 概要
歴史
1899年（明治32年）に設立された。1901年（明治34年）に県立となる。1945年（昭和20年）8月6日の広島市への原子爆弾投下により壊滅的な打撃を被るが、学制再編により現在の県立広島商業高等学校となる。2000年（平成12年）には創立100周年記念式典を挙行した。
校訓
「誠実・進取」 - 真心を持った人間になろう。物事を自分から進んで行われる人間になろう。
教育方針
「キャリア教育日本一」
校章
ローマ神話の商業神マーキュリーの持つ2匹の蛇が巻き付いた杖（カドゥケウス）をモチーフに校名の「広商（HIROSHO）の頭文字Hをからませたデザインとなっている。
校歌
歌詞は4番まであり、校名の「広商」が1番に登場する。
設置課程・学科
全日制課程
- 情報ビジネス科

特色
毎年、12月に2日間開催される販売実習「模擬株式会社広商デパート」は地域からの支持も高い。学校オリジナル商品も販売している。
制服
男子の冬服は学生服（学ラン・詰襟）、女子の冬服はコート型。

## 沿革
商業学校時代
- 1899年（明治32年）
  - 7月21日 -  広島市会（広島市議会の前身）において、甲乙両種併設の商業学校設立案が可決される。
  - 11月1日 - 文部大臣によって「広島商業学校」の設置が認可される。
    - 修業年限を甲・乙両種とも3ヶ年とし、定員を甲種科150名・乙種科300名とする。またこの日を創立記念日とする。
- 1900年（明治33年）
  - 2月17日 - 初代校長に柿崎清一が就任。　
  - 4月1日 - 広島市材木町誓願寺内に仮設校舎を設けて授業を開始。
  - 12月14日 - 広島県会において、県への移管案が可決される。
- 1901年（明治34年）
  - 4月1日 - 県立移管に伴い、「広島県広島商業学校」と改称。
  - 6月21日 - 「広島県立広島商業学校」と改称（県の後に「立」が加えられる）。
- 1902年（明治35年）4月1日 - 広島市竹屋村に新校舎が完成し移転を完了。
- 1903年（明治36年）3月20日 - 甲種科の定員をこれまでの2倍に増員し300名に、乙種科をこれまでの2分の1に減員し150名とする。
- 1907年（明治40年）2月19日 - 甲種科を本科と改称し、予科1ヶ年を付設し修業年限を4ヶ年とする。乙種科を廃止。
- 1909年（明治42年）2月19日 - 予科修業年限1ヶ年を2ヶ年に変更し、修業年限を5ヶ年に延長。
- 1915年（大正4年）4月1日 - 定員を450名とする。校歌を制定。
- 1919年（大正8年）4月1日 - 定員を700名に増員。
- 1922年（大正11年）7月30日 - 広島市皆実町に寄宿舎を新設。
- 1923年（大正12年）4月1日 - 予科を廃止し、本科の修業年限を5ヶ年とし、定員を750名に増員。
- 1934年（昭和9年）11月20日 - 広島市江波町に新校舎が完成し移転を完了。
- 1935年（昭和10年）4月1日 - 定員を1,000名とする。
- 1940年（昭和15年）10月21日 - 校舎を増築。
- 1941年（昭和16年）4月1日 - 定員を1,250名とする。
- 1944年（昭和19年）5月17日 - 陸軍兵器学校広島分教所として校舎を徴用されたため、広島市皆実町一丁目の広島師範学校旧校舎に移転。
- 1945年（昭和20年）
  - 8月6日 - 広島市への原子爆弾投下により、皆実町校舎は全焼。職員・生徒は皆実町校舎・広島市役所東側・土橋付近で被災。
  - 11月8日 - 戦災物故者追弔法要を執行。（職員3名、4年33名、3年21名、2年64名、1年17名、計138名）
  - 11月11日 - 江波校舎に復帰。
- 1947年（昭和22年）11月1日 - 創立50周年記念式を挙行。

新制高等学校
- 1948年（昭和23年）5月3日 - 学制改革（六・三・三制の実施）
  - 広島県立広島商業学校が廃止され、新制高等学校「広島県広島商業高等学校」が発足。
  - 新制中学校を併設（以下、併設中学校）。
- 1949年（昭和24年）4月30日 - 広島県高等学校再編により廃止。校舎は広島大学政経学部[注釈 1]に転用される[注釈 2]。
  - 生徒と職員は広島県広島観音高等学校商業科と広島県広島基町高等学校商業科に編入される。
- 1954年（昭和29年）
  - 6月28日 - 広島県議会において広島県広島商業高等学校の再設立案が可決される。
  - 9月1日 - 広島県広島観音高等学校と広島県広島基町高等学校のそれぞれの商業科の1年生を合わせ、「広島県広島商業高等学校」（再）を設置。
    - 広島市仁保町本浦の旧広島市立工業専門学校校舎を広島市より借用し、仮校舎とする。
- 1960年（昭和35年）2月15日 - 江波町旧校舎に復帰。
- 1961年（昭和36年）9月30日 - 原爆慰霊碑を建立。
- 1964年（昭和39年）6月30日 - 普通教室6室と図書室が完成。
- 1966年（昭和41年）7月1日 - 校内に広島県立商業教育センターが設置される。
- 1967年（昭和42年）3月1日 - 校歌第二を制定。
- 1968年（昭和43年）10月1日 - 「広島県立広島商業高等学校」（現校名）に改称（県の後に「立」が加えられる）。
- 1971年（昭和46年）5月20日 - 屋内運動場兼講堂が完成。
- 1973年（昭和48年）3月31日 - 理科・音楽科校舎が完成。
- 1974年（昭和49年）5月30日 - 普通教室3室を増築。
- 1975年（昭和50年）6月30日 - 商業科特別教室が完成。
- 1977年（昭和52年）12月31日 - 広島県立商業教育センターが廃止される。
- 1981年（昭和56年）5月16日 - プールが完成。
- 1985年（昭和60年）3月31日 - 本館の外装工事が完了。
- 1990年（平成2年）3月31日 -セミナーハウス（藻汐舘）竣工。
- 1991年（平成3年）3月22日 - クラブハウスが完成。
- 1993年（平成5年）3月29日 - 本館リフレッシュ工事が完了。
- 1994年（平成6年）
  - 4月1日 - これまでの商業科1学科を、商業科・国際経済科・会計科・情報システム科の4学科に改編。
  - 11月30日 - 2号館のリフレッシュ工事を完了。
- 1995年（平成7年）
  - 3月31日 - 学科改編に伴う施設設備工事を完了。
  - 11月30日 - 商業実践室の内装工事を完了。
- 1997年（平成9年）1月31日 - 2号館別館の改修工事を完了。
- 1999年（平成11年）3月20日 - 本館の外装工事を完了。
- 2000年（平成12年）  
  - 8月22日 - 3号館外部のリフレッシュ工事が完了。
  - 11月1日 - 創立100周年記念式典を挙行。
- 2001年（平成13年）6月4日 - 校内アンテナショップ（HappySmile広商）をオープン。
- 2003年（平成15年）
  - 4月 - 制服を改定。
  - 12月13日 - 広商デパートを多店舗経営とし、支店を五日市・東広島・可部の3ヶ所に出店する。
- 2004年（平成16年）
  - 4月28日 - 発明協会により平成16年度商業高等学校における「産業財産権標準テキストの有効活用に関する実験協力校」の指定を受ける。
  - 6月16日 - 「広商スピリットショップ」を開店。
  - 7月1日 - 文部科学省により平成16年度「目指せスペシャリスト」事業「NPOを活用した実践教育によるスペシャリストの育成」の指定を受ける。
  - 12月11日 - 広商デパートの支店を五日市・東広島・横川の3ヶ所に出店。
- 2005年（平成17年）5月26日 - 常設デパート「広商ベンチャーSHOP」が開店。
- 2006年（平成18年）
  - 4月7日 - 新本館校舎が完成。
  - 6月6日 - 広商ベンチャーSHOPが広島県によりNPOとして認証される。
- 2008年（平成20年）11月5日 - 校内常設店舗「HAPPY SMILE HIROSHO」を開店。
- 2011年（平成23年）5月14日 - 新体育館が完成。
- 2021年  (令和4年)  情報ビジネス科に学科改編

## 日商簿記甲子園
- 日本商工会議所が2024年度から開催する第1回全国高等学校日商簿記選手権大会（日商簿記甲子園）（日商簿記検定施行70周年記念事業）の参加校である[2]。

## 部活動
運動部
- 硬式野球部

高校野球の前身・全国中等学校優勝野球大会草創期からの強豪として知られ、春・選抜大会で21回、夏・選手権大会で22回それぞれ甲子園に出場。うち春選抜で1回、夏選手権では6回の優勝を誇る（準優勝は春夏各1回）。また特に夏の甲子園に強いため、県内ではかつて「春の広陵、夏の広商」と呼ばれていた。「緻密な野球」で知られ、送りバント・スクイズ・盗塁を多用し、固い守備で1点差で守り勝つ野球が身上である。但し近年は低迷が続き、春は2002年・第74回選抜大会、夏は2004年・第86回選手権大会を最後に、甲子園への出場は遠ざかっていた。しかし、創部120年を迎えた2019年の春季県大会で15年ぶりに優勝すると、勢いそのままに第101回選手権広島大会も15年ぶりに優勝し、大正、昭和、平成、令和の4元号で甲子園出場を果たした。2024年には明治神宮大会に初出場すると決勝まで勝ち進む。横浜を9回に1点差まで追い詰めるも惜敗に終わったが初出場で準優勝した。2024年まで夏の選手権で4元号で出場したのは本校と静岡、米子東、高松商、松商学園、北海、長崎商、慶應、広陵、大社、早稲田実の11校である。
- 高等学校野球大会（春のセンバツ）
  - 初. 1929年（昭和4年）- 第6回大会（以降・広島商業学校として）
  - 2. 1930年（昭和5年）- 第7回大会（2年連続）
  - 3. 1931年（昭和6年）- 第8回大会（3年連続）- 初優勝
  - 4. 1932年（昭和7年）- 第9回大会（4年連続）
  - 5. 1933年（昭和8年）- 第10回大会（5年連続）
  - 6. 1936年（昭和11年）- 第13回大会（3年ぶり）
  - 7. 1938年（昭和13年）- 第15回大会（2年ぶり）
  - 8. 1940年（昭和15年）- 第17回大会（2年ぶり）※1942年（昭和17年）から1946年（昭和21年）までの間、大会は行われていない。
  - 9. 1947年（昭和22年）- 第19回大会（7年ぶり）
  - 10. 1952年（昭和27年）- 第24回大会（5年ぶり、広島観音高等学校商業科時代）
  - 11. 1956年（昭和31年）- 第28回大会（4年ぶり、以降・広島商業高等学校として）
  - 12. 1969年（昭和44年）- 第41回大会（13年ぶり）
  - 13. 1973年（昭和48年）- 第45回大会（4年ぶり）- 準優勝
  - 14. 1974年（昭和49年）- 第46回大会（2年連続）
  - 15. 1983年（昭和58年）- 第55回大会（9年ぶり）
  - 16. 1985年（昭和60年）- 第57回大会（2年ぶり）
  - 17. 1987年（昭和62年）- 第59回大会（2年ぶり）
  - 18. 1992年（平成4年）- 第64回大会（5年ぶり）
  - 19. 1994年（平成6年）- 第66回大会（2年ぶり）
  - 20. 1998年（平成10年）- 第70回大会（4年ぶり）
  - 21. 2002年（平成14年）- 第74回大会（4年ぶり）
  - 22. 2022年（令和4年）- 第94回大会（20年ぶり）
  - 23. 2025年（令和7年）- 第97回大会（3年ぶり）

- 全国高等学校野球選手権大会（夏の甲子園）
  - 初. 1916年（大正5年）- 第2回大会（以降・広島商業学校として）
  - 2. 1917年（大正6年）- 第3回大会（2年連続）
  - 3. 1918年（大正7年）- 第4回大会（3年連続）- 中止
  - 4. 1922年（大正11年）- 第8回大会（4年ぶり）
  - 5. 1924年（大正13年）- 第10回大会（2年ぶり）- 初優勝
  - 6. 1929年（昭和4年）- 第15回大会（5年ぶり）- 2回目の優勝
  - 7. 1930年（昭和5年）- 第16回大会（2年連続）- 3回目の優勝（2回連続）
  - 8. 1956年（昭和31年）- 第38回大会（26年ぶり、以降・広島商業高等学校として）
  - 9. 1957年（昭和32年）- 第39回大会（2年連続）- 4回目の優勝
  - 10. 1966年（昭和41年）- 第48回大会（9年ぶり）
  - 11. 1970年（昭和45年）- 第52回大会（4年ぶり）
  - 12. 1973年（昭和48年）- 第55回大会（3年ぶり）- 5回目の優勝
  - 13. 1975年（昭和50年）- 第57回大会（2年ぶり）
  - 14. 1977年（昭和52年）- 第59回大会（2年ぶり）
  - 15. 1979年（昭和54年）- 第61回大会（2年ぶり）
  - 16. 1981年（昭和56年）- 第63回大会（2年ぶり）
  - 17. 1982年（昭和57年）- 第64回大会（2年連続）- 準優勝
  - 18. 1983年（昭和58年）- 第65回大会（3年連続）
  - 19. 1984年（昭和59年）- 第66回大会（4年連続）
  - 20. 1987年（昭和62年）- 第69回大会（3年ぶり）　
  - 21. 1988年（昭和63年）- 第70回大会（2年連続）- 6回目の優勝
  - 22. 2004年（平成16年）- 第86回大会（16年ぶり）
  - 23. 2019年（令和元年）- 第101回大会（15年ぶり）

- 明治神宮大会
  - 初. 2024年（令和6年）- 第55回大会（以降・広島商業高等学校として）- 準優勝

- 軟式野球部
- バスケットボール部
  - 男子は、インターハイ22回、ウィンターカップ13回出場を誇り、第3回春の選抜で優勝している。
  - 女子もインターハイや、ウィンターカップに出場経験がある。
- 卓球部
- サッカー部
- ソフトボール部
- ソフトテニス部
- バトン部
- 陸上競技部
- 弓道部
- 剣道部
- バレーボール部
- 応援部

文化部
- 簿記部
- 珠算部
- 商業研究部
- 科学部
- 演劇部
- 英会話部
- 情報処理部
- 放送部
- 華道部
- 商業美術部
- 茶道部
- アニメコミック部
- 調理部
- ワープロ部
- 筝曲部
- 吹奏楽部
- 軽音楽部
  - 広島県高等学校軽音楽部連盟所属
- インターアクト部
- 書道部

## 著名な卒業生・出身者

### プロ野球界
- 石本秀一（広島東洋カープ初代監督他）
- 浜崎真二（元プロ野球選手・中退）
- 灰山元治（元プロ野球選手、朝日軍他）
- 浜崎忠治（元プロ野球選手、中日）
- 鶴岡一人（元南海ホークス監督）
- 奈良友夫（元プロ野球選手、全広島他）
- 山根実（元プロ野球選手、国鉄他）
- 久保木清（元プロ野球選手、巨人軍）
- 磯田憲一（元プロ野球選手、広島他）
- 土屋雅敬（元国鉄スワローズ他）
- 木庭教（広島東洋カープ元スカウト、「スカウトの神様」）
- 宝山省二（元プロ野球選手）
- 山本文男（元広島東洋カープ、元セリーグ審判部長）
- 山本一義（元広島東洋カープ他）
- 上土井勝利（元広島東洋カープ）
- 松村正晴（元東映フライヤーズ他）
- 森川卓郎（元広島東洋カープ）
- 上垣内誠（元東映フライヤーズ他）
- 大下剛史（元広島東洋カープ他）
- 大倉英貴（元阪神タイガース）
- 藤田訓弘（元阪神タイガース他）
- 三村敏之（元広島東洋カープ、同監督）
- 山本和行（元阪神タイガース他）
- 日高晶彦（元東映フライヤーズ）
- 船田政雄（元日拓ホームフライヤーズ）
- 二宮至（元読売巨人軍、元DeNA二軍監督）
- 達川光男（元広島東洋カープ、同監督、元ソフトバンクコーチ）
- 谷真一（元プロ野球選手）
- 永田利則（元プロ野球選手、広島コーチ）
- 岩本貴裕（元プロ野球選手・広島東洋カープ）
- 柳田悠岐（プロ野球選手・福岡ソフトバンクホークス）
- 寺本聖一（プロ野球選手・オリックス・バファローズ）

### アマチュア球界
- 梶上初一（慶應義塾体育会野球部主将、東京倶楽部元選手、日中戦争従軍中に戦死）
- 迫田穆成（元野球部監督・甲子園優勝、如水館高校野球部監督）
- 迫田守昭（元野球部監督・三菱重工広島野球部監督・広島新庄高校野球部監督）
- 桑原秀範（元野球部監督・準優勝、堀越高等学校野球部監督等を歴任）
- 内田俊雄（元亜細亜大学野球部監督・拓殖大学野球部監督）
- 金光興二（元野球部監督・法政大学野球部元監督）
- 川本幸生（元野球部監督・甲子園優勝）
- 佃正樹（元野球部エース・甲子園優勝）
- 山本隆之（パナソニック野球部投手）
- 永井浩二 (オイスカ高等学校野球部監督、浜松大学野球部元監督）
- 荒谷忠勝（野球部監督、広島県立呉商業高等学校野球部元監督）
- 岡嵜雄介 (武田高等学校野球部監督、四国アイランドリーグplus・徳島インディゴソックス元外野手）

### その他スポーツ
- 仲摩純平 （プロバスケットボール選手（bjリーグ・東京アパッチ所属））
- 工正信（競輪選手、硬式野球部出身（甲子園準優勝））

### 政界
- 岸田正記（元衆議院議員、岸田文雄総理の祖父）
- 蔵田義雄（元東広島市市長）
- 藤本万次郎（山口県公安委員長、安倍晋太郎連合後援会会長）
- 稲葉三千男（元東久留米市長、東京大学名誉教授、東京国際大学元教授）

### 財界
- 道面豊信（実業家、元味の素社長）
- 小野吉郎（第11代NHK会長）

### 文化
- 朝井閑右衛門（洋画家）
- 大木惇夫（詩人）
- 甲斐心愛（KLP48）
- 薄田太郎（NHK広島局開局時のアナウンサー、郷土史家）
- 峠三吉（原爆詩人）
- 葡萄亭わいん（落語家）
- 桝本壮志（放送作家、硬式野球部出身）

## 交通アクセス
最寄りの鉄道駅
- 広島電鉄（路面電車）江波線 「舟入南電停」

最寄りのバス停
- 広島バス 50号（東西）線　「広商入口」バス停　
- 広電バス 6号線「舟入南」バス停

## 周辺
- 広島市立江波中学校
- 広島電鉄江波車庫
- 広島電鉄江波線江波電停
- 江波皿山公園
- 舟入神社
- 広島市立舟入高等学校
- 広島県立広島観音高等学校